# Decemviri
Decemviri vormden een college van tien (decem) mannen (viri) die in Rome diverse bestuurlijke functies waarnamen. Er zijn te onderscheiden:
- Decemviri agris dividundis
- Decemviri legibus scribundis
- Decemviri litibus iudicandis
- Decemviri sacris faciundis

De Decemviri werden voor 1 jaar aangesteld om geschreven wetten te maken op vraag van de plebejers en de volkstribunen. Daarbij kregen ze de absolute macht over het Romeinse rijk. Dat jaar waren er dus geen consuls, praetoren en andere staatsambachten. Na een jaar waren de wetten echter nog niet klaar, dus werden er 10 nieuwe mannen aangesteld om de taak te volbrengen. Deze mannen waren corrupt en allesbehalve menslievend. De voorzitter van de nieuwe Decemviri was Appius Claudius.  